# Disclosure
Disclosure (укр. Розкриття) — британський музичний гурт, заснований 2010 року.

## Історія гурту
Дует Disclosure заснували брати Гай та Говард Лоренс. Навчаючись в коледжі, вони цікавилися різними музичними напрямками, серед яких хіп-хоп, хауз, дабстеп, соул, фанк та диско. Брати почали писати власну електронну музику та з 2010 року публікувати її в соціальній мережі MySpace. Протягом наступних двох років вони видали декілька синглів та мініальбомах на невеличких лейблах Moshi Moshi, Transparent, Make Mine та Greco-Roman. Зокрема, слідом за піснями «Offline Dexterity» та «Street Light Cronicle» вони видали мініальбом The Face, на якому вперше замість семплованого вокалу можна було почути справжній спів.
Комерційний успіх прийшов до гурту наприкінці 2012 року після виходу пісні «Latch», написаної разом з Джиммі Нейпсом, вокал до якої виконав на той момент невідомий Сем Сміт. Попкомпозиція потрапила до британського чарту синглів та залишалася там 55 тижнів. 2013 року гурт видав повноцінний альбом Settle, який містив ще два хіти: «White Noise» та «You & Me». Після видання альбому в США 2014 року, пісня «Latch» потрапила до американського пісенного чарту Hot 100, досягнувши сьомого місця та отримавши мультиплатинову сертифікацію. Щодо альбому Settle, він очолив британський чарт альбомів, американський чарт альбомів електронної музики, а також був номінований на отримання премій Mercury Prize та «Греммі».
Протягом наступних років популярність гурту продовжувала утримуватися на високому рівні. Другий альбом Caracal (2015) також очолив чарти Великої Британії (серед попальбомів) та США (серед альбомів електронної музики), досягнув десятки кращих альбомів США в хіт-параді Billboard 200 та отримав чергову номінацію «Греммі». 2016 року вийшов мініальбом Moog for Love, після чого дует взяв творчу відпустку. Музиканти повернулися з декількома новими успішними синглами 2018 року, а 2020 року видали третій студійний альбом Energy. Четверта платівка Disclosure, що отримала назву Alchemy, була видана 2023 року. 

## Дискографія
- 2013 — Settle
- 2015 — Caracal
- 2020 — Energy
- 2023 — Alchemy[2]